# ماكوتو ميمورا
ماكوتو ميمورا (باليابانية: 三村 真) (30 مارس 1989 في هيروشيما في اليابان – )؛ هو لاعب كرة قدم ياباني سابق كان يلعب كمهاجم.

## وصلات خارجية
- ماكوتو ميمورا على موقع رابطة كرة القدم اليابانية للمحترفين (اليابانية)
- ماكوتو ميمورا على موقع قاعدة بيانات كرة القدم.إي يو (الإنجليزية)
- ماكوتو ميمورا على موقع Soccerway.com (الإنجليزية)
- ماكوتو ميمورا على موقع عالم كرة القدم.نت (الإنجليزية)